# RMS Carpathia
Vous lisez un « bon article » labellisé en 2010.
Pour les articles homonymes, voir Carpathia.
Le RMS Carpathia est un paquebot transatlantique britannique appartenant à la compagnie Cunard Line. Accompagné de deux sister-ships plus anciens, l'Ivernia et le Saxonia, il est mis en service en 1903. Après neuf années de carrière sans histoires, il vient en aide aux naufragés du Titanic en avril 1912 sous le commandement du capitaine Arthur Rostron. En effet, alors qu'il est sur le point de se coucher, son opérateur radio, Harold Cottam, capte les messages de détresse du paquebot, distant de 93 kilomètres. Le commandant pousse alors son navire à pleine vitesse malgré les glaces pour venir à son secours. Bien qu'arrivé trop tard pour sauver tous les passagers, le Carpathia récupère les 705 rescapés présents dans les canots et les ramène à New York où il arrive à 10 h 30 le 18 avril 1912. La presse considère alors les membres de l'équipage du navire comme des héros.
Le Carpathia poursuit son service commercial durant la Première Guerre mondiale et est torpillé le 17 juillet 1918 après avoir échappé à plusieurs attaques depuis le début du conflit. L'épave du paquebot a été découverte en 1999. Celui-ci a également donné son nom à une école de Winnipeg.
Le navire n'a pas été conçu pour transporter des passagers aisés et est en priorité destiné aux immigrants d'Europe de l'Est et aux gens de classe moyenne, auxquels il offre un confort supérieur à la plupart des navires de l'époque. Cependant, dès 1905, une première classe est ajoutée, bien que la troisième représente toujours une écrasante majorité. De même, le Carpathia n'est pas conçu pour battre des records de vitesse. Il surpasse cependant les attentes de ses concepteurs le soir du naufrage du Titanic, les ingénieurs ayant coupé le chauffage de l'eau et du navire pour détourner toute la vapeur produite par les chaudières vers les moteurs, atteignant une vitesse record de 17,5 nœuds alors qu'il n'est prévu que pour un maximum de 14.

## Histoire

### Construction et mise en service

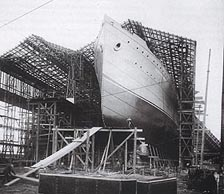
La coque du Carpathia avant son lancement

La quille du Carpathia est posée dans les chantiers Swan Hunter à Wallsend dans le Nord de l'Angleterre, le 10 septembre 1901. Sa coque, alors peinte en blanc, est lancée le 6 août 1902. Après dix mois de travaux en cale sèche, le navire est prêt à servir. Comme ses sister-ships, le Saxonia et l’Ivernia mis en service en 1899,, le Carpathia arbore finalement une coque noire et superstructure blanche, une cheminée rouge à manchette noire et rayures noires (les couleurs de la Cunard) et quatre mâts.
Le  Carpathia entame son voyage inaugural le 5 mai 1903, de Liverpool à Boston via Queenstown. Sa construction a en effet été rallongée à cause d'une grève. Par la suite, il dessert New York et Liverpool en été et New York—Fiume—Trieste l'hiver. En 1905, il subit une refonte qui accroît largement ses installations destinées aux passagers de troisième classe.
Bien que de bonne qualité, le Carpathia ne reçoit que peu d'attention au début de sa carrière, se trouvant dans l'ombre de paquebots plus luxueux et plus rapides comme le Lusitania et le Mauretania, de la même compagnie. Cependant cette situation change en 1912 lorsque le navire se retrouve impliqué dans l'un des plus grands naufrages de l'histoire.

### Naufrage duTitanic

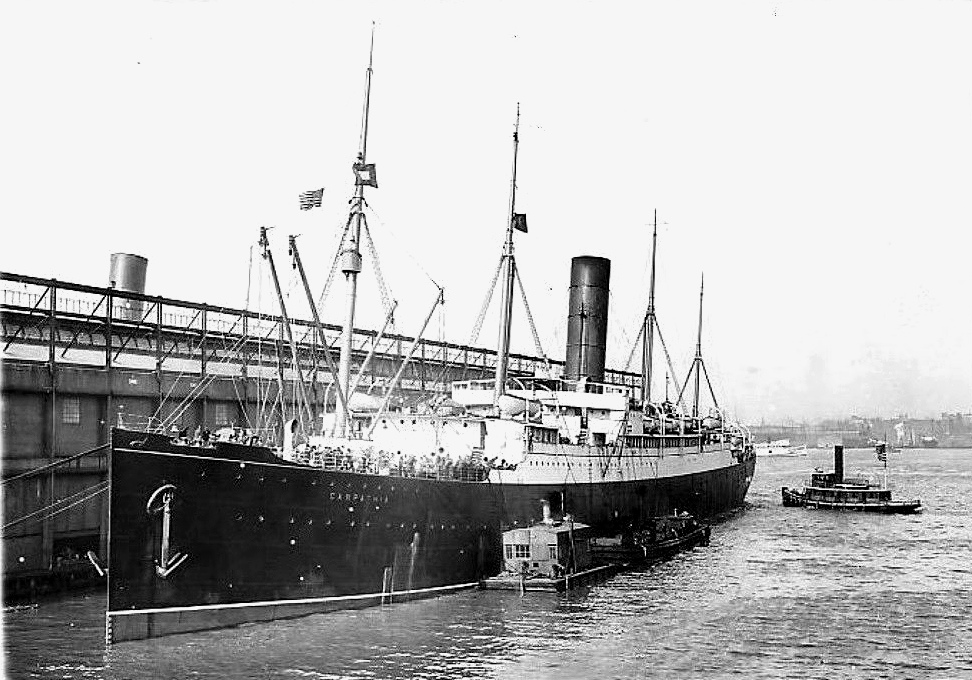
Le Carpathia à New York après avoir débarqué les rescapés du Titanic

Le Carpathia est devenu célèbre pour le rôle qu'il a joué lors du naufrage du Titanic. C'est en effet le premier navire à se rendre sur les lieux de la catastrophe et c'est lui qui recueille les 705 survivants (passagers et membres d'équipage).
La nuit de la catastrophe, le Carpathia se trouve à plus de 58 miles du Titanic. Il a quitté New York le 11 avril et navigue à destination de Gibraltar, Gênes, Naples, Trieste et Fiume. Il a à son bord 743 passagers, bien loin de sa capacité maximale de 2 000 à 2 500 passagers selon les sources. Les installations de troisième classe, prévues pour près de 2 000 personnes sont presque vides car l'immigration des États-Unis vers l'Europe est presque nulle . À bord, vers minuit, l'opérateur radio Harold Cottam est sur le point de se coucher et, comme il est le seul opérateur à bord, personne ne peut le relever. Cependant, une dernière écoute lui permet de prendre connaissance du naufrage. Cottam avertit le second officier, Geoffrey Barnish, alors de quart, et tous deux préviennent Arthur Rostron, le capitaine du navire. Celui-ci est au commandement du Carpathia depuis le 18 janvier.
Rostron modifie alors la route du navire et le lance à pleine vitesse en direction de la position indiquée par le Titanic. Il fait préparer le navire en vue du sauvetage, donnant l'ordre de consigner les passagers à leurs cabines, de préparer des lits, convoquant les trois médecins du bord et faisant ouvrir les portes de coupée et préparer des échelles et des câbles,.

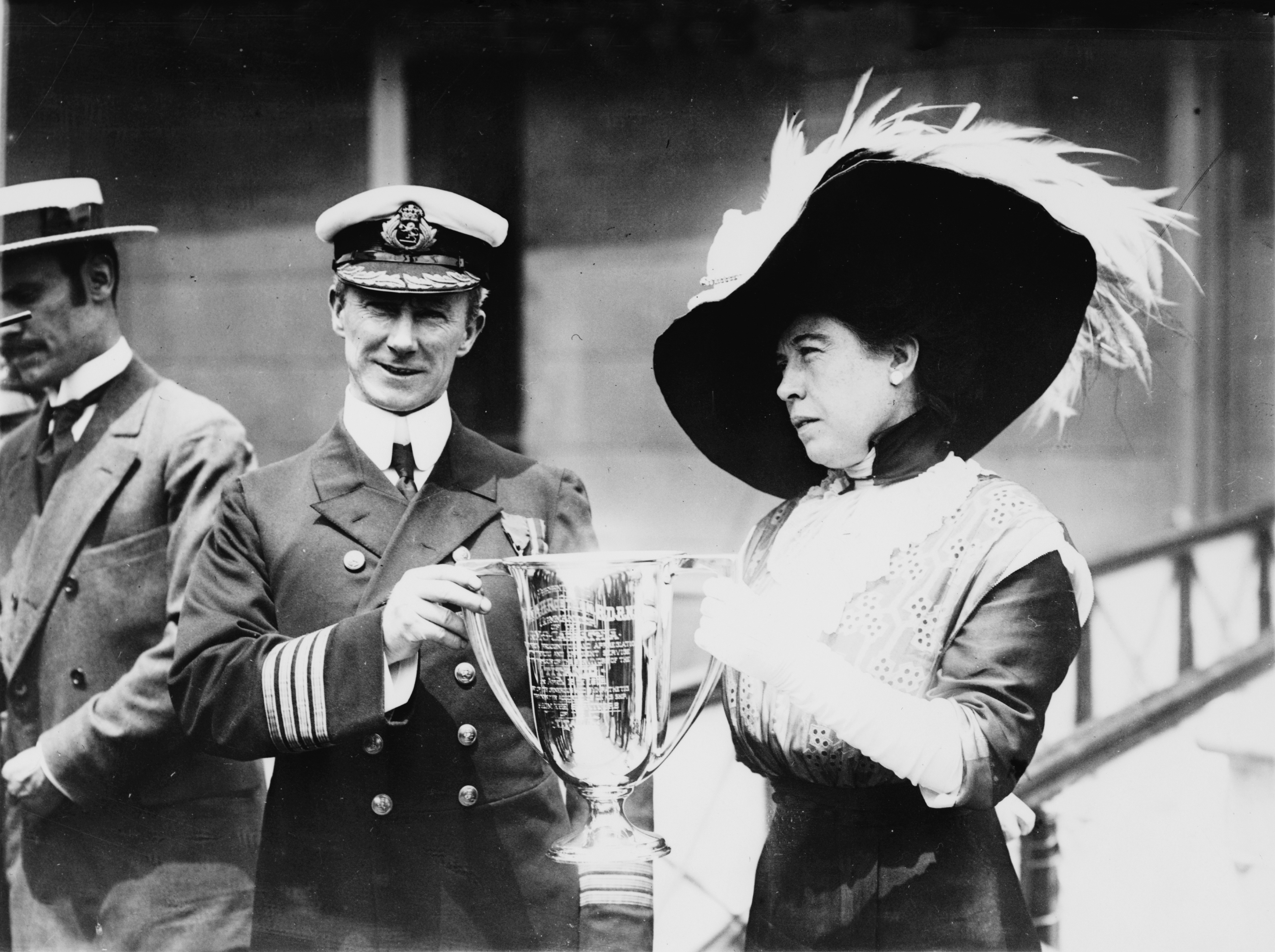
Margaret Brown remet une coupe à Arthur Rostron en remerciement pour son rôle dans le sauvetage des rescapés du Titanic.

Le navire atteint la vitesse de 17,5 nœuds, près de trois nœuds au-dessus de sa vitesse habituelle. Malgré cela, il lui faut plusieurs heures pour arriver sur les lieux du drame, sa progression étant troublée par le grand nombre d'icebergs sur sa route. Pendant sa course, le Carpathia entre en contact avec d'autres navires proches, notamment l’Olympic, sister-ship du Titanic. Le paquebot aperçoit le premier canot à 4 heures ce 15 avril 1912. Il s'agit du canot numéro 2, dont le premier passager atteint le Carpathia à 4 h 10. C'est le quatrième officier du Titanic, Joseph Boxhall, qui annonce la nouvelle au commandant du Carpathia.
Le sauvetage se poursuit jusqu'à 8 heures, la dernière personne à embarquer étant le second officier, Charles Lightoller. Treize canots de sauvetage sont également récupérés, puis le navire met le cap sur New York. Rostron refuse la proposition du capitaine Herbert Haddock, de l’Olympic, de transférer les passagers sur le sister-ship du paquebot naufragé pour éviter tout traumatisme. À bord, Harold Cottam est assisté dans son travail d'opérateur radio par Harold Bride, opérateur rescapé du naufrage. Ils doivent en effet transmettre des listes de survivants et des informations à la Cunard et la White Star. Le Carpathia accoste finalement à New York le jeudi 18 avril 1912 au matin, débarquant dans un premier temps les canots de sauvetage du Titanic sur le quai de la White Star où aurait dû arriver le paquebot, puis les rescapés descendent sur le quai de la Cunard.
Par la suite, plusieurs membres d'équipage du Carpathia dont Rostron et Cottam déposent à la commission d'enquête américaine sur le naufrage. À la suite de celui-ci, Rostron reçoit de mains de Margaret Brown une coupe de la part des rescapés en remerciement du sauvetage. Il est également invité à la Maison-Blanche par le président William Taft et reçoit la médaille d'or du Congrès, la plus haute distinction des États-Unis.

### Première Guerre mondiale

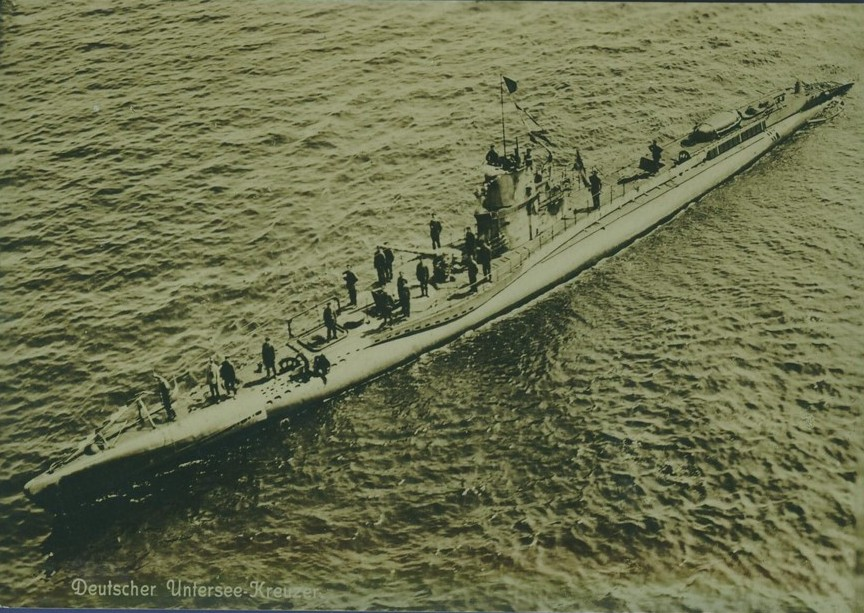
Un U-Boot a eu raison du Carpathia en 1918.

Durant la Première Guerre mondiale, et bien qu'il ait été conçu pour servir de transport de troupes, il poursuit son service commercial mais retourne sur la route Liverpool-Boston-New York en 1915, la navigation en Méditerranée devenant difficile. Arthur Rostron quitte son commandement cette même année pour rejoindre le prestigieux Mauretania. Le Carpathia vogue cependant dans des eaux dangereuses et échappe à plusieurs attaques de sous-marins allemands.

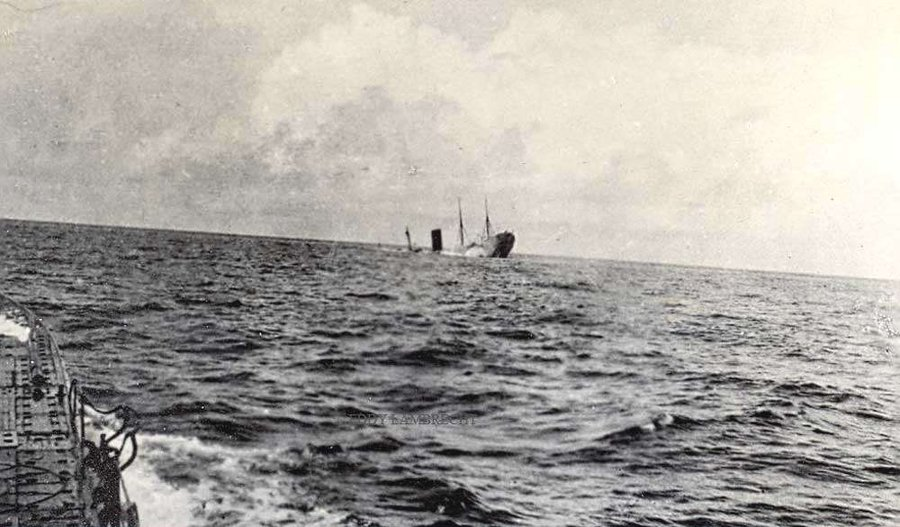
Le Carpathia coule après son torpillage par lU-55 au large de Land's End.

Le 15 juillet 1918, il quitte Liverpool au sein d'un convoi. Deux jours plus tard, le convoi se sépare et le Carpathia se retrouve à la tête d'un groupe de sept navires. Ce même jour, il est torpillé par le sous-marin allemand U-55 au large de l'Irlande à la position géographique 49° 25′ N, 10° 25′ O. Une première torpille touche le navire légèrement en avant de la salle des machines à bâbord et une seconde explose au niveau de cette même salle, tuant cinq mécaniciens. L'explosion met hors service tous les systèmes électriques du navire, radio comprise.
Le capitaine Prothero parvient cependant à communiquer avec les navires de son convoi, qui se dispersent, et à alerter d'autres navires proches. Onze embarcations sont mises à l'eau tandis qu'une troisième torpille est tirée sur le navire. Finalement, celui-ci sombre deux heures et demi après le premier tir. Les 215 survivants (dont 57 passagers) sont recueillis par le HMS Snowdrop après le naufrage du navire. Tous sont débarqués à Liverpool le lendemain, trois d'entre eux devant être amenés à l'hôpital.

## Caractéristiques

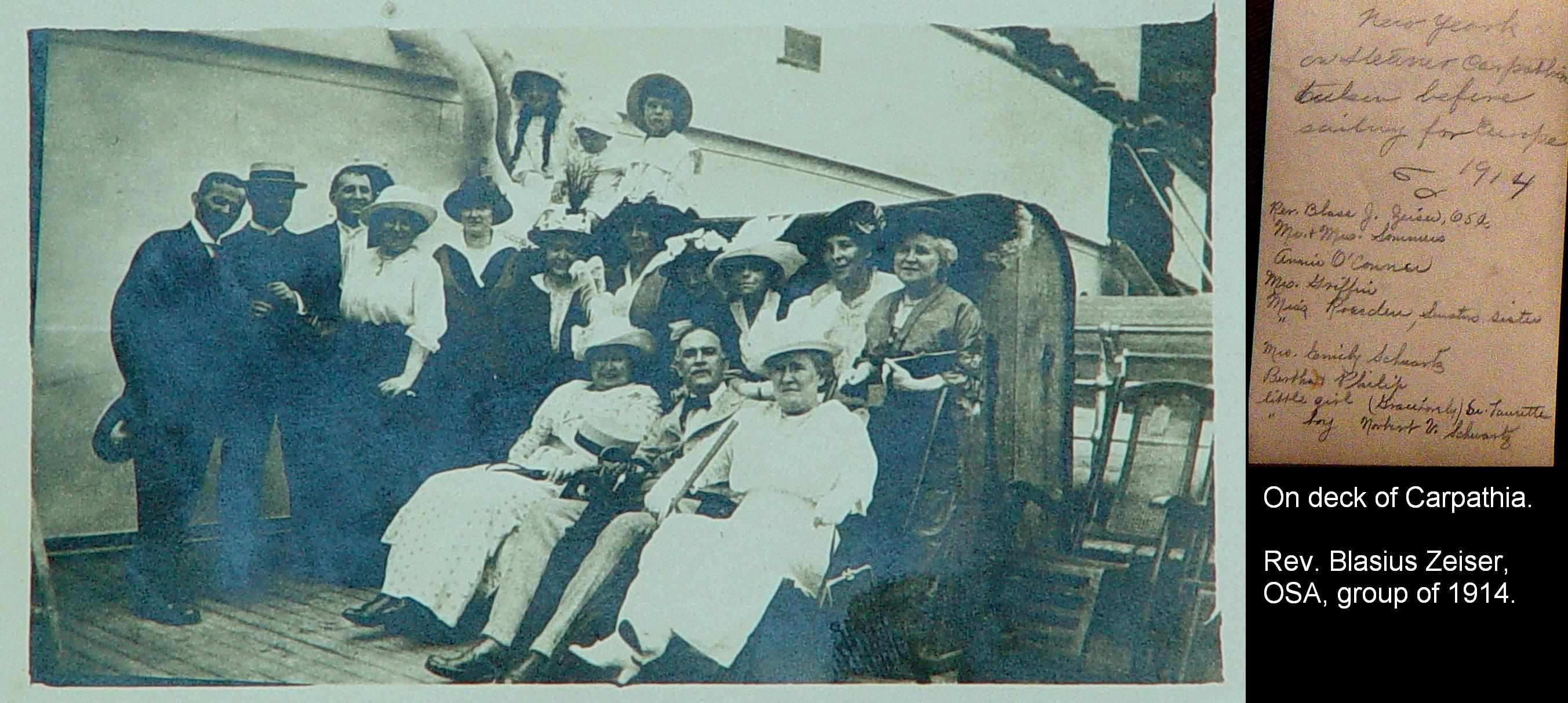
Des passagers sur le pont du Carpathia en 1914.

Le Carpathia est un navire aux dimensions honorables par rapport aux navires de l'époque, avec 170 mètres de long sur 19,5 mètres de large et un tonnage de 13 555 tonneaux de jauge brute. Il arbore une cheminée rouge à manchette noire et bandes noires et est pourvu de quatre mâts non destinés à recevoir des voiles.
Le navire n'est pas conçu comme un paquebot luxueux, mais est fait pour transporter des passagers de deuxième et troisième classe. Ces deux classes offrent en revanche un très bon confort pour l'époque. La deuxième dispose d'une bibliothèque, d'un fumoir, d'un salon pour dames et d'une vaste salle à manger. La troisième classe propose les mêmes éléments, sans bibliothèque. La première classe s'ajoute en 1905.
En cas de guerre, le Carpathia peut servir de transport de troupes prévu pour 3 000 hommes et 1 000 tonnes de provisions, ou 1 000 hommes avec leurs chevaux. Le navire propose également un orchestre : ainsi, deux des musiciens de l'orchestre du Titanic, Theodore Brailey et Robert Bricoux avaient un temps servi sur le Carpathia,.
Propulsé par deux hélices mues par des machines à quadruple expansion. Ceci lui permet à l'origine d'atteindre 14 nœuds. Cependant, au soir du naufrage du Titanic, le capitaine Rostron parvient à lui faire atteindre 17,5 nœuds.

## Torpillage et naufrage
Le 15 juillet 1918, le Carpathia quitta Liverpool dans un convoi à destination de Boston, transportant 57 passagers (36 berlines et 21 entreponts) et 166 membres d'équipage. Le convoi a voyagé sur une route en zigzag avec une escorte conformément aux procédures contre les attaques sous-marines. L'escorte a quitté le convoi tôt le matin du 17 juillet et le convoi a été coupé en deux. Le Carpathia a continué vers l'ouest avec six autres navires, et en tant que plus grand navire du convoi, il a assumé le rôle de navire commodore. Trois heures et demie plus tard, à 9 h 15, alors qu'il naviguait dans les approches sud-ouest, une torpille a été aperçue en approche sur son côté bâbord. Les moteurs ont été lancés à l'arrière et la barre a été tournée à tribord, mais il était trop tard pour éviter la torpille. Le Carpathia a été torpillé près de l'écoutille n ° 3 à bâbord par le sous-marin SM U-55 de la marine impériale allemande, suivi d'un second qui a pénétré dans la salle des machines, tuant trois pompiers et deux régleurs, et désactivant efficacement sa capacité à s'échapper, car les moteurs ont été rendus inutilisables par le deuxième impact de torpille. L'explosion a gravement endommagé l'équipement électrique du Carpathia, y compris l'appareil radio sans fil, ainsi que deux des canots de sauvetage du navire. En conséquence, le capitaine William Prothero, aux commandes du Carpathia depuis 1916, a signalé aux autres navires du convoi d'envoyer des messages sans fil en utilisant des drapeaux. Il a ensuite fait tirer des roquettes pour attirer l'attention des patrouilleurs à proximité. Le convoi restant s'est éloigné à toute vitesse pour échapper au sous-marin.
Alors que le Carpathia commençait à s'installer par la tête et la gîte à bâbord, Prothero donna l'ordre d'abandonner le navire. Tous les passagers et les membres d'équipage survivants sont montés à bord des 11 canots de sauvetage lorsque le Carpathia a coulé. Il y avait 218 survivants sur les 223 à bord. Alors que les passagers et l'équipage débarquaient, Prothero, l'officier en second, les premier et deuxième officiers et les artilleurs restèrent sur le navire en train de couler, veillant à ce que tous les livres et documents confidentiels soient jetés par-dessus bord. Le capitaine a alors fait signe à l'un des canots de sauvetage de s'approcher, et lui et les autres membres d'équipage ont abandonné leur navire. Le U-55 a fait surface et a tiré une troisième torpille sur le navire près des chambres du mitrailleur, entraînant une explosion massive qui a condamné le Carpathia. Le U-55 a commencé à s'approcher des canots de sauvetage lorsque le sloop de classe Azalea HMS Snowdrop est arrivé sur les lieux et a chassé le sous-marin avec des coups de feu avant de récupérer les survivants du Carpathia vers 13 h.
Le Carpathia a coulé à 11 heures à une position enregistrée par le Snowdrop à 49° 25′ N, 10° 25′ O, environ 1 heure et 45 minutes après l'impact de la torpille, et à environ 120 mi (190 km) à l'ouest de Fastnet. Au moment de son naufrage, le Carpathia était le cinquième navire à vapeur Cunard coulé en autant de semaines, les autres étant l'Ascania, l'Ausonia, le Dwinsk et le Valentia, ne laissant que cinq Cunarder à flot de la grande flotte d'avant-guerre .

## Postérité

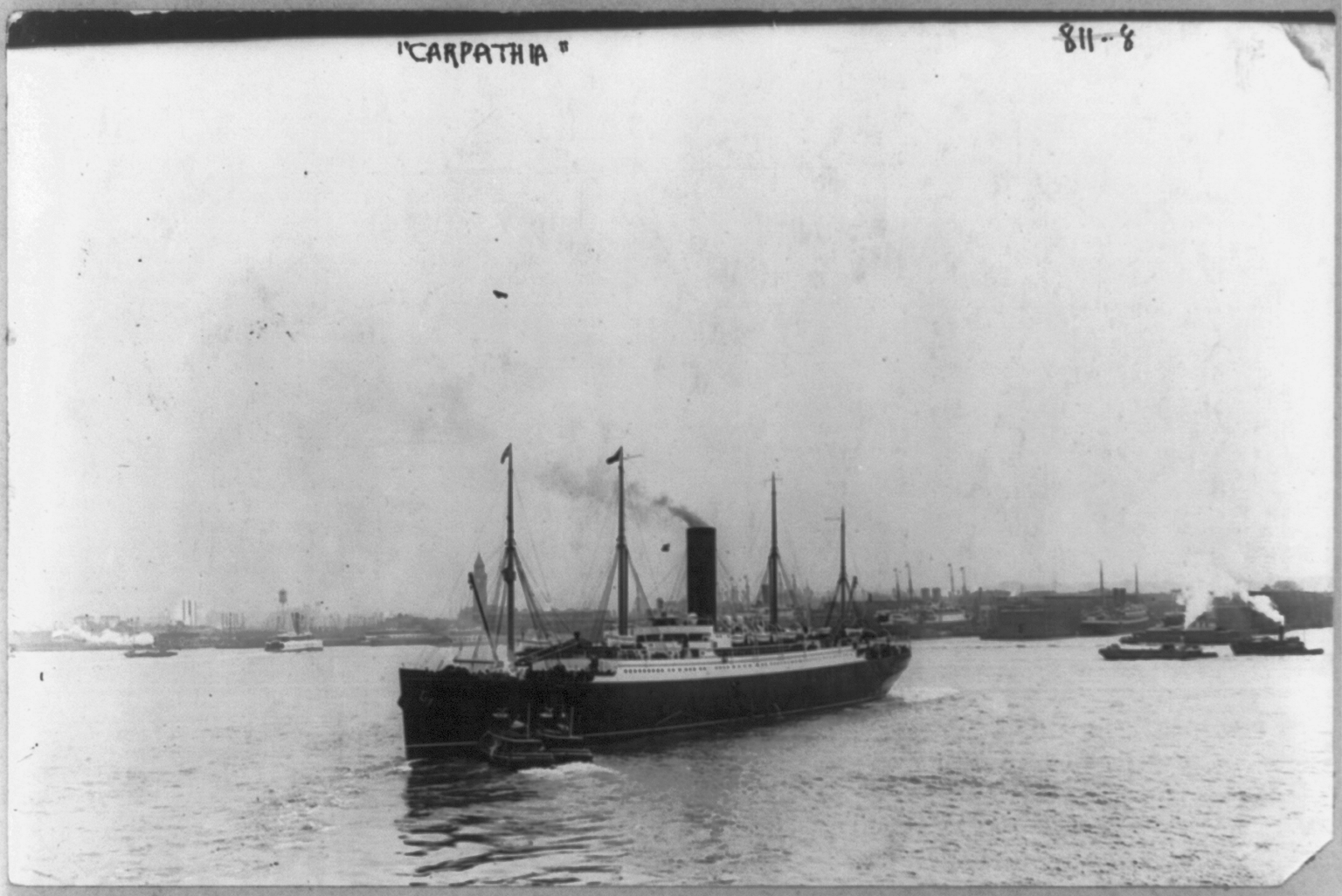
Le Carpathia entraîné par deux remorqueurs en 1912.

Aujourd'hui le navire repose par 155 mètres de fond, à plus de 200 km à l'ouest du Fastnet Rock situé au sud de l'Irlande. L'épave est découverte le 9 septembre 1999 et filmée le 22. La nouvelle est annoncée par l'écrivain et plongeur Clive Cussler en 2000,. Acquise en 2001 par la RMS Titanic Inc. (déjà en possession de l'épave du Titanic), elle est revendue à la société Seaventures en février 2007.
La coupe remise au commandant du Carpathia par les survivants du Titanic a été vendue aux enchères en octobre 2015 pour 200 000 dollars. L'épave est régulièrement visitée par des plongeurs et plusieurs objets ont été remontés et restaurés.
En 1953, à Winnipeg, une Carpathia School a été ouverte en l'honneur du paquebot.